# Nguyễn Thụy Kha
Nguyễn Thụy Kha (7 tháng 10 năm 1949 – 13 tháng 3 năm 2025) là một cố nhà thơ, nhạc sĩ, nhà báo kiêm nhà nghiên cứu âm nhạc người Việt Nam. Ông là hội viên Hội Nhà văn Việt Nam từ năm 1990.

## Tiểu sử
Nguyễn Thụy Kha học cấp ba tại Trường Trung học phổ thông Ngô Quyền, Hải Phòng, tốt nghiệp Đại học Thông tin và Trường Viết văn Nguyễn Du. Ông gia nhập quân đội vào tháng 9 năm 1971 sau khi có bằng kỹ sư thông tin. Ông từng phục vụ trong Quân đội Nhân dân Việt Nam từ năm 1972 đến năm 1982 với vai trò là kỹ sư thông tin thuộc Binh chủng Thông tin, trực tiếp tham gia chiến đấu tại các chiến trường ác liệt Quảng Trị, Khu 5 và Tây nguyên; trong giai đoạn 1982-1990, ông là cán bộ tuyên huấn.
Nguyễn Thụy Kha hoạt động sôi nổi trong nhiều lĩnh vực từ văn học, thơ ca cho đến âm nhạc, điện ảnh rồi báo chí. Ông đã xuất bản trên một chục tập thơ cũng như văn xuôi, một tập nhạc; viết mười hai kịch bản phim chân dung, hai mươi lời bình cho các nhiều phim khác nhau với nhiều giải thưởng văn học và âm nhạc. Là một người con của đất Vĩnh Bảo, ông đã dành nhiều tâm huyết nghiên cứu về cuộc đời và sự nghiệp của Trạng Trình Nguyễn Bỉnh Khiêm. Năm 1991, ông đã làm bộ phim tài liệu Nguyễn Bỉnh Khiêm - Cây đại thụ rợp bóng 500 năm. Bộ phim sau đó nhận được giải thưởng của Hội hữu nghị Việt Nhật năm 1992.
Ông qua đời vào ngày 13 tháng 3 năm 2025 ở Bệnh viện Trung ương Quân đội 108, Hà Nội sau một khoảng thời gian dài mắc bệnh.

## Tác phẩm
1. Hương nắng tiếng chim (Thơ, in chung, 1982);
2. Sóng nhà đêm biết tôi yêu (Thơ, in chung, 1986);
3. Những giọt mưa đồng hàng (Thơ, in chung, 1987);
4. Mắt thời gian (Thơ, 1988);
5. Lúc ấy – biển (Thơ, 1989);
6. Văn Cao – Người đi dọc biển (Tập truyện, 1992);
7. Hàn Mặc Tử - Thi sĩ đồng trinh (Tập truyện, 1993);
8. Không mùa (Thơ, 1994);
9. Một lần thơ trẻ (Truyện ngắn, 1994);
10. Văn Cao - Cuộc đời và tác phẩm (Biên soạn, in chung, 1995).

Ông là tác giả của tác phẩm "1.000 ca khúc Thăng Long - Hà Nội" do Nhà xuất bản Âm nhạc sản xuất.

## Một số câu thơ
Bài Đất Đỏ
Từ tạo sơn núi lửa thạch nham
Đất nơi đây đã là đất đỏ
Đất nơi đây đỏ hơn vì máu đổ ra những cuộc chiến tranh
Đến mùa hè 1972 thì đất nơi đây hóa thành siêu đỏ
Cây xanh
Thanh bình đã dần dà loang xanh Quảng Trị
Một màu xanh thân thuộc quê hương

## Các câu nói
Chuyện văn thơ là chuyện của sự đồng cảm, của ngôn ngữ, đơn giản vậy thôi mà đôi khi phức tạp bởi những thứ chả như thơ chút nào, nhà thơ 'Nguyễn Thụy Kha tâm sự với phóng viên Báo điện tử Người Hà Nội về thơ ca.